# Monumento a la Paz de los Niños

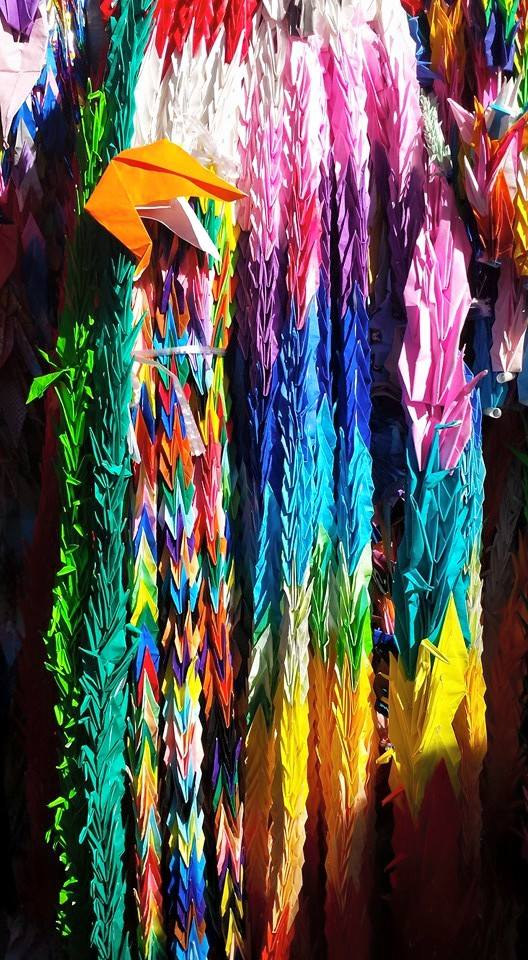
Grullas de papel colgadas fuera del Monumento a la Paz de los Niños.

El Monumento a la Paz de los Niños (en japonés: 原爆の子の像 Genbaku no Ko no Zō?, lit. "Estatua a los niños de la bomba atómica") es un monumento a la paz para conmemorar a Sadako Sasaki y a los miles de niños víctimas de la bomba atómica lanzada sobre la ciudad de Hiroshima en Japón.
El monumento está situado en el Parque Memorial de la Paz de Hiroshima, en la ciudad de Hiroshima, Japón. Diseñado por los artistas nativos Kazuo Kikuchi y Kiyoshi Ikebe, el monumento fue construido con dinero proveniente de una campaña de recaudación de fondos de los escolares japoneses, entre ellos compañeros de clase de Sadako, una niña que falleció de leucemia a consecuencia de la radiación emitida por la bomba atómica lanzada sobre Hiroshima el 6 de agosto de 1945. El monumento fue inaugurado en mayo de 1958, que corresponde al Día del Niño en Japón.

## Monumento
Debajo de la estructura principal se encuentra una grulla de bronce que funciona como un carillón impulsado por el viento al impactar contra una campana de la paz tradicional de la cual se encuentra suspendida. Los dos elementos fueron donados por Hideki Yukawa un ganador del  Premio Nobel.
En la base del monumento se encuentra una losa de piedra negra, sobre la cual se encuentra tallada la siguiente inscripción en japonés:
これはぼくらの叫びです　これは私たちの祈りです　世界に平和をきずくための
(Kore wa bokura no sakebi desu. Kore wa watashitachi no inori desu. Sekai ni heiwa o kizuku tame no).
"Este es nuestro llanto, esta es nuestra plegaria: para construir paz en el mundo".
Las figuras que rodean el monumento son ángeles, que representan que Sadako se encuentra en el paraíso entre los otros ángeles que fallecieron durante la explosión atómica en Hiroshima.
En la actualidad, personas de todos los lugares del mundo donan grullas de papel que han preparado en honor a Sadako y los otros niños. La grulla de papel es un símbolo de paz, que fue el último deseo de Sadako al morir.